# Примера Дивисион (Перу)
Примера Дивисион дел Перу, официални названия Торнео Десцентралисадо де Футбол Професионал Перуано (на испански: Primera División del Perú, Torneo Descentralizado de Fútbol Profesional Peruano), или просто Примера Дивисион и Десцентралисадо, е най-високата дивизия в перуанския професионален футбол. По силата на договора за спонсорство с испанския телекомуникационен оператор Мовистар тя е известна и като Торнео Десцентралисадо Копа Мовистар (Torneo Descentralizado Copa Movistar) или просто Копа Мовистар. В организираното от Асосиасион Депортива де Футбол Професионал първенство участват 17 отбора. В историята има общо 20 различни шампиона, като с най-много титли е Университарио де Депортес – 26.

## История

### Началото
В края на 19 век по време на престоя си в пристанищния град Каляо британските моряци играят футбол заедно с местното население и по този начин „внасят“ този спорт в Перу. Въпреки че той бързо добива популярност и в други градове благодарение на британските преселници в страната и перуанците, връщащи се от престой в Англия (в голямата си част студенти), футболът се практикува неформално и неорганизирано - в страната още няма футболни отбори. Първият документиран мач е между жители на Лима и Каляо на 7 август 1982 г., а първият документиран „международен“ - между перуанци и англичани на 24 юни 1894. В последните години на 19 век много спортни клубове организират свои футболни отбори - като например Унион Крикет и Лима Крикет енд Лоун Тенис Клуб (1894 г.) и Унион Сиклиста Лима (1896 г.), а Асосиасион Футбол Клуб е първият създаден чисто футболен отбор (20 май 1897 г.). В Лима множество учебни заведения също освовават свои футболни отбори, а постепенно такива се появяват и извън тези институции, какъвто е например случаят с един от най-популярните тимове Алианса Лима, който е създаден от италиански имигранти от работническия клас. В първите години на 20 век футболни отбори се създават и във вътрешността на страната - Сиенсано в Куско (1901 г.), Виктория Фут бол Клуб в Серо де Паско (1903 г.), Спорт Виктория дел Уайко в Арекипа (1904 г.), Унион Каролина в Пуно (1905 г.), Хосе Пардо в Икитос (1906 г.) и др. Въпреки това центърът на организирания футбол в страната дълго време остава в отстоящите на 11 км един от друг крайбрежни градове Лима и Каляо, където през 1912 г. започва да се провежда аматьорското първенство Лига Перуана де Футбол.

### Лига Перуана де Футбол
На 27 февруари 1912 г. няколко клуба от Лима и Калао приемат поканата на Спортинг Мирафлорес за създаване на футболно първенство. За първия сезон отборите са разделени на две дивизии. В първа са Асосиасион Футбол Клуб, Ескуела Милитар де Чорийос, Лима Крикет енд Футбол Клуб, Спорт Алианса, Спорт Витарте, Спорт Инка, Спортинг Мирафлорес и Хорхе Чавес №1, а във втора - Атлетико Грау №1, Атлетико Перуано, Карлос Тено №1, Карлос Тено №2, Мирафлорес Футбол Клуб, Спорт Индепенденсия Спорт Либертад, Спорт Лима, Спорт Магдалена, Спрот Прогресо, Унион Мирафлорес, Хорхе Чавес №2. Ескуела Милитар прекратява участието си по средата на турнира, а Лима Крикет става шампион, след като завършва с равни точки с Асиасион Футбол Клуб, но с по-добри показатели в преките двубои. Две години по-късно печели и втората си титла. Спорт Хосе Галвес, който отказва участие в първия сезон заради несъгласие с формата на провеждане, става първият тим със спечелени две поредни титли през 1915 и 1916 г., а Спорт Алианса повтаря това постижение през 1918 и 1919 г. След десет проведени сезона различия относно начина на провеждане водят до преустановяване на първенството през 1922 г.

### Перуанска Футболна Федерация и Асосиасион Но Аматьор
Основаната на 23 август 1922 г. Перуанска Футболна Федерация (ПФФ) се заема с провеждането на първенството и то е подновено през 1926 г. с 11 отбора. Сезонът обаче се превръща във фарс, тъй като няколко отбори се оттеглят от първенството и се стига до това Спорт Прогресо да стане шампион след шест изиграни мача, докато Унион Буенос Айрес например изиграва само два. През 1927 г. отборите са намалени на осем, но отново много от мачовете не се изиграват, а Спорт Алианса е обявен за шампион след три победи от три мача. За следващата година форматът на провеждане е променен - първа дивизия вече е с 19 отбора, разделени в две групи, като общо пет от тях се класират за финалната фаза, спечелена от Алианса Лима (новото име на Спорт Алианса) след допълнителни мачове срещу завършилият с равни точки Федерасион Университарио (днешно име Университарио де Депортес) (1:1, 2:0). Малко по-рано, на 23 септември, тези два тима изиграват първия мач помежду си в историята, поставяйки началото на най-голямото дерби в перуанския футбол - Перуанското класико. Този мач е прекратен в 81-вата минута при резултат 1:0 за Университарио след като пет играчи на Алианса са изгонени за оспорване на съдийско решение, а привържениците на Университарио замерват играчите на Алианска с пръчки.
През 1929 г. Алианса е на път отново да спечели шампионската титла след като в седем мача има пет победи и две равенства (шампион става Федерасион Университарио със седем победи и три равенства), но ПФФ изважда отбора от първенството след като Алианса не пуска свои играчи да играят за националния отбор; забраната е вдигната в началото на 1930 г. Сезон 1930 е с експериментален формат - 12 отбора в три групи, като победителите играят всеки срещу всеки за определяне на шампиона, а завършилите на последно място - за определяне на изпадащия. Атлетико Чалако от Калао става първият шампион, който не е базиран в столицата Лима. Експерименталният формат обаче не се налага и до края на 50-те години, когато първенеството става професионално, мачовете се играят по познатата шампионатна система всеки срещу всеки. Промени има обаче в броя на мачовете - от 1931 до 1938 и през 1942 г. отборите играят по веднъж помежду си, в периода 1939-1941 и през 1950 г. - по два пъти, а в останалите сезони - по три пъти. Непостоянен е броят на отборите в първенството, а с това и броят на изпадащите и печелещите промоция. Най-често тимовете в първенството са осем (1932, 1939-1941, 1943-1947, 1949 г.), но има и сезони, когато те са девет или десет, а през 1935 г. в първенството участват едва пет отбора (дори не се изиграват всички мачове, тъй като Спорт Бойс печели и четирите си срещи, а останалите отбори губят точки най-късно във вторите си мачове и няма как да го изместят от върха), докато през 1931 тимовете са 12. Системата на точкуване също е променена за известно време. Между 1931 и 1942 г. за победа се дават три, за равенство - две, за загуба - 1, а за загуба без игра - 0 точки. Преди и след това за победа се присъждат две точки, а за равенство - 1. Също така между 1931 и 1934 г. на тимовете се дават бонус точки - 1/4 от точките, спечелени от дублиращите им отбори. През 1936 г. официален шампионат не се провежда заради участието на олимпийския отбор по футбол на Перу на олимпийските игри в Берлин. От 1941 г. първенството започва да се организира от Асосиасион Но Аматьор (АНА) под името Кампеонато Селесион и Компетенсия. До началото на 50-те години много от отборите-съоснователи на първенството вече са в долните лиги, а като най-силни се налагат Алианса Лима, Университарио де Депортес, Спорт Бойс, Депортиво Мунисипал и Атлетико Чалако.

#### Казусът чия е титлата през 1934 г.
Шампионатът през 1934 г. е свързан със спор относно това дали шампион е Алианса Лима или Университарио де Депортес, защото дълги години за такъв се смята Алианса, но в днешни дни в статистиката фигурира Университарио. Трябва да се отбележи, че по това време както в първа, така и в по-долните дивизии, се определят по три шампиона - при „А“ отборите, при дублиращите отбори и шампионът на Перу, като последният се определя след сбор на точките на дадения „А“ отбор и 1/4 от точките на неговия дублиращ отбор. Кръг преди края лидер в първенството е Университарио с 20 точки пред Алианса Лима с 18. При дублиращите отбори положението е същото, като точките са 21 срещу 20. С добавяне на бонус точките при „А“ отборите Университарио води с 25,25 срещу 23 за Алианса. По стечение на обстоятелствата в последния кръг именно тези два тима трябва да играят един срещу друг. На теория единствената възможност Алианса да изпревари Университарио е да спечели и при „А“, и при дублиращите отбори (тогава би събрал 26,75 точки срещу 26,5 за Университарио - заради правилото за даване на една точка при загуба), а всяка друга комбинация от резултати прави Университарио шампион. На 18 ноември на националния стадион първо се играе срещата на дублиращите отбори, в която Алианса печели с 2:0. По-късно вечерта Алианса печели с 2:1 и при „А“ отборите и така успява да изпревари Университарио с 0,25 точки заради бонус точките (без тях и двата клуба имат по 21). В следващите дни вестниците отбелязват тези резултати и обявяват Алианса за шампион. На 22 ноември Университарио обявява, че ще подаде контестация защото според него начинът на определяне на шампиона е нечестен. Тя обаче остава на заден план, защото през декември и януари федерацията и функционерите са заети с подготовката и провеждането на Южноамериканското първенство и Футболната Лига на Лима (ФЛЛ) дава официален отговор на въпроса чак на 20 февруари 1935 г. в своя бюлетин №164, в който заявява, че в първенството на "А" отборите Алианса и Университарио трябва да изиграят допълнителен мач, защото са завършили с равен брой точки; по този начин ПФФ явно иска да угоди и на двата отбора - не слага под въпрос титлата на Алианса в Примера Дивисион (в противен случай би действала в разрез със собствения си формат на провеждане) и в същото време дава възможност на Университарио да спечели нещо през този сезон, макар и само в надпреварата на "А" отборите и не с такава тежест като титлата "Шампион на Перу". Допълнителният мач е насрочен за 20 март, но впоследствие е отложен за 19 май. Тъй като и двата отбора заявяват, че поради ангажименти няма да могат да изиграят срещата, на 17 май ФЛЛ обявява титлата в първенството на "А" отборите за вакантна, което е потвърдено и в следващия бюлетин №169 от 18 юни, в който е обявено, че 1. Алианса е шампион на Примера Дивисион; 2. Първенството на "А" отборите завършва без победител, тъй като Алианса и Университарио отказват да решат спора в определения срок; 3. Алианса е шампион в първенството на дублиращите отбори. По този начин, точно седем месеца след изиграването на последния кръг, Алианса официално е обявен за шампион на Перу за сезон 1934. С това ситуацията обаче не се изчерпва, защото въпросният мач в крайна сметка се играе. В своя бюлетин №655 ПФФ, която е по-висша инстанция от ФЛЛ, обявява, че въпросният мач ще се играе на 7 юли. При това молбата до ПФФ идва не от Университарио, а от Алианса, което навежда на мисълта, че няма логика шефовете на Алианса да са искали да заложат принадлежащата им шампионска титла на Перу, а това просто е продиктувано от желанието им тимът да се опита да спечели една вакантна титла (при "А" отборите). Това се подкрепя и от необикновено високите цени на билетите за мача, което говори, че мотивацията на отборите да изиграят тази среща е по-скоро финансова и едва ли са очаквали последвалото развитие на историята с течение на годините. Университарио печели мача с 2:1 и така взима титлата при "А" отборите. В бюлетин №174 на ФЛЛ е подчертано, че Университарио е шампион само при "А" отборите и работата на комисията, занимаваща се с казуса, е приключила. Затова и не е ясно защо десетилетия по-късно за шампион на Перу през 1934 г. започва да се счита не Алианса, а Университарио. Вероятно начало на объркването дават някои от местните всекидневници, които след мача излизат със заглавия, в които пише само "шампион за 1934 г.", макар и по-надолу в текстовете да се споменава, че става въпрос само за "А" отборите; от друга страна обаче до 60-те години спортните вестници в страната, водейки статистика на шампионските титли в края на всеки сезон, неизменно отчитат тази от 1934 г. в актива на Алианса, това може да се срещне дори и в испанската футболна енциклопедия Enciclopedia Mundial del Fútbol издадена по повод Световното първенство по футбол през 1982 г. Не е ясно как и защо през 70-те години всекидневници от Лима започват да приписват титлата на Университарио, факт е обаче че дори ПФФ в книга от 1997 г. по случай 75-годишнината си я слага в актива на Университарио, същото е положението на сайтовете на ПФФ и АДФП и ФИФА.

### Професионална ера и Десцентралисадо
През 1951 г. първенството се сдобива с професионален статут и започва да се организира от Асосиасион Сентрал де Футбол (АСФ). Първият шампион в професионалната ера е Спорт Бойс. През 1956 г. в първенството дебютира основаният няколко месеца по-рано от най-голямата перуанска пивоварна тим на Спортинг Кристал. Той не само печели титлата още същата година, но и сравнително бързо заема третото място по брой шампионски титли след Университарио де Депортес и Алианса Лима, като дори печели повече титли от Алианса в професионалната ера. До 1965 г. в първенството участват десет отбора, които играят по два пъти един срещу друг, с изключение на сезоните през 1956, 1957, 1958, 1964 и 1965 г., когато след изиграването на 18-те кръга отборите се разделят на две групи от по пет, в които, запазвайки точките от първата фаза, играят по още един мач всеки срещу всеки за определяне съответно на шампиона и изпадащия отбор. От 1960 г. шампионът на Перу печели право на участие в турнира Копа Либертадорес, а от 1965 г. това важи и за вицешампиона. От 1962 г. АДФП замества АСФ като организатор на първенството.
Една от най-големите промени в Примера Дивисион идва през 1966 г., когато за първи път в нея са поканени за участие тимове извън Лима и Калао - това са отбори от градовете Арекипа, Ика, Пиура и Трухильо, а първенството вече започва да се нарича Торнео Десцентралисадо (Децентрализиран турнир). От 14-те отбора накрая на сезона изпадат четири - най-ниско класираният отбор от Лима или Калао, който изпада във втора дивизия и бива заменен от шампиона на втора дивизия, и трите най-ниско класирани отбори извън Лима и Калао, които отиват да играят в новосформираната Копа Перу. Въпреки името си, това не е турнирът за Купата на Перу, а турнир за отбори извън Лима и Калао, състоящ се от няколко групови фази и финална (групова или елиминационна) фаза, провеждан всяка година преди Торнео Десцентралисадо, чийто шампион (в някои случаи и завършилите на второ и трето място отбори) заема мястото на изпадналия (или изпадналите) от елита провинциален(и) отбор(и) (от 2011 г. останалият на второ място тим печели промоция за втора дивизия). По този начин е възможно провинциален отбор да изпадне от Примера дивисион, но – спечелвайки Копа Перу – да се върне там още в следващото ѝ издание.
През следващите години форматът на първенството се променя – понякога е типичният за повечето шампионати с по два мача всеки срещу всеки, понякога след изитраването на тези мачове отборите се разделят на две групи, които играят по един или два мача всеки срещу всеки за определяне на шампиона и изпадащите, а през 1977 г. за първи път е въведен трифазовият шампионат - в първата фаза отборите са разделени на две групи на случаен или регионален принцип, във втората всичките отбори играят един срещу друг при разменено гостуване, а в третата - определяща шампиона - участват победителите в групите от първата фаза и четирите най-предно класирани отбора от втората фаза. Следващата голяма промяна във формата се случва през 1984 г., когато броят на отборите нараства от 17 на 25, а първенството е разделено на две фази - регионална, от своя страна разделена на четири групи на регионален принцип, и децентрализирана, в която класиралите се за нея отбори от регионалната фаза играят по два мача всеки срещу всеки. Шампионите на регионалната и децентрализираната фаза играят един срещу друг за определяне на шампиона на Перу. По този формат първенството се провежда до 1991 г. включително, като броят на отборите в регионалната фаза нараства до 44 през 1990 г.; в следващите няколко години шампионатът се връща към формата с мачове всеки срещу всеки, със или без разделение на две групи след това. През 1997 г., подобно на някои първенства в Южна Америка, шампионатът на Перу преминава към системата на два турнира Апертура и Клаусура, чиито победители играят два мача за определяне на шампиона. От 2009 г. (с изключение на 2011 г.) първенството се връща към формата с три фази – в първата отборите играят всеки срещу всеки при разменено гостуване, във втората фаза класираните на четни и нечетни места в първата са разделени на две групи, а в третата фаза победителите в двете групи играят два мача за титлата.

## Настоящ формат
През 2015 г. шампионатът е разделен на четири фази. Първата се нарича Торнео дел Инка и в нея участват всички 17 първодивизионни отбори, разделени на три групи. Завършилите на първо място и най-добрият втори отбор отиват на полуфинал, а шампионът печели място в четвъртата, финална фаза на първенството. На двата отбора с най-слаби показатели се отнемат съответно две и една точка в общото класиране. Втората фаза е Апертура, в която 17-те тима играят по веднъж помежду си, а завършилият на първо място се класира за финалната фаза; подобен е форматът и на третата фаза – Клаусура. Във финалната фаза на първенството към тези три отбора се присъединява и отборът с най-добри показатели в общото класиране от Апертура и Клаусура (но различен от вече спечелилите си място там), като освен отнемането на точки за слабо класиране в Торнео дел Инка, шампионът и вецешампионът в първенството при дублиращите отбори получават по две и една бонус точка. Четирите отбора във финалната фаза играят полуфинали, мач за третото място и финал.
Шампионът и вецешампионът се класират за груповата фаза на Копа Либертадорес, а завършилият на трето място – за предварителния кръг на същия турнир. За Копа Судамерикана се класират четвъртият от финалната фаза и трите най-добри отбора от общото класиране, като не се броят тези, които вече имат място в Копа Либертадорес.
Последните три отбора в общото класиране изпадат във втора дивизия, а през 2016 г. в елита ще играят шампионите на втора дивизия и Копа Перу.

## Отбори през сезон 2015
| Отбор                            | Град            | Стадион             | Първи сезон | Сезони | Последна титла | Титли |
| -------------------------------- | --------------- | ------------------- | ----------- | ------ | -------------- | ----- |
| Алианса Атлетико                 | Суяна           | Кампеонес дел 36    | 1988        | 25     | –              | 0     |
| Алианса Лима                     | Лима            | Алехандро Виянуева  | 1912        | 97     | 2006           | 22    |
| Аякучо                           | Аякучо          | Суидад де Кумана    | 2009        | 7      | —              | 0     |
| Депортиво Мунисипал              | Лима            | Иван Елиас Морено   | 1937        | 65     | 1950           | 4     |
| Леон де Уануко                   | Уануко          | Ераклио Тапия       | 1972        | 27     | –              | 0     |
| Мелгар                           | Арекипа         | Вирхен де Чапи      | 1966        | 46     | 1981           | 1     |
| Реал Гарсиласо                   | Куско           | Гарсиласо           | 2012        | 4      | —              | 0     |
| Сиенсиано                        | Куско           | Гарсиласо           | 1973        | 37     | —              | 0     |
| Спорт Лорето                     | Пукалпа         | Алиардо Сория Перес | 2015        | 1      | –              | 0     |
| Спорт Уанкайо                    | Уанкайо         | Уанкайо             | 2009        | 7      | –              | 0     |
| Спортинг Кристал                 | Лима            | Алберто Гаярдо      | 1956        | 60     | 2014           | 17    |
| Универсидад де Сан Мартин        | Лима            | Алберто Гаярдо      | 2004        | 12     | 2010           | 3     |
| Универсидад Сесар Вайехо         | Трухильо        | Мансиче             | 2004        | 10     | –              | 0     |
| Универсидад Текника де Кахамарка | Кахамарка       | Ероес де Сан Рамон  | 1982        | 15     | —              | 0     |
| Университарио де Депортес        | Лима            | Монументал          | 1928        | 87     | 2013           | 26    |
| Унион Комерсио                   | Нуева Кахамарка | ИПД де Мойобамба    | 2011        | 5      | –              | 0     |
| Хуан Аурич                       | Чиклайо         | Елиас Агире         | 1922        | 33     | 2011           | 1     |

## Рекорди
Отбори
- Най-много шампионски титли: Университарио де Депортес – 26
- Най-много поредни шампионски титли: Алианса Лима и Университарио де Депортес – 3
- Отбор от провинцията с най-много шампионски титли: Спорт Бойс – 6
- Най-много участия в първенството: Алианса Лима – 97

Футболисти
- Най-много голове: Серхио Ибара – 261
- Най-много голове в един сезон: Едуардо Есидио - 37 (средно по 0,97 на мач), 2000
- Най-много голмайсторски титли: Теодоро Фернандес – 7
- Най-много поредни голмайсторски титли: Теодоро Фернандес и Валериано Лопес – 3

Топ 10
| Място | Играч             | Мачове |
| ----- | ----------------- | ------ |
| 1     | Серхио Ибара      | 261    |
| 2     | Освалдо Рамирес   | 194    |
| 3     | Валдир Саенс      | 172    |
| 4     | Хорхе Сото        | 160    |
| 5     | Емилио Салинас    | 159    |
| 6     | Теодоро Фернандес | 156    |
| 7     | Теофило Кубияс    | 152    |
| 8     | Валериано Лопес   | 150    |
| "     | Алберто Гаярдо    | 150    |
| 10    | Херман Карти      | 140    |

## Шампиони

### По години
| Година          | Шампион                     |
| Аматьорска лига | Аматьорска лига             |
| --------------- | --------------------------- |
| 1912            | Лима Крикет енд Футбол Клуб |
| 1913            | Хорхе Чавес №1              |
| 1914            | Лима Крикет енд Футбол Клуб |
| 1915            | Спорт Хосе Галвес           |
| 1916            | Спорт Хосе Галвес           |
| 1917            | Спорт Хуан Биеловучич       |
| 1918            | Спорт Алианса               |
| 1919            | Спорт Алианса               |
| 1920            | Спорт Инка                  |
| 1921            | Спорт Прогресо              |
| 1922            | Не се провежда              |
| 1923            | Не се провежда              |
| 1924            | Не се провежда              |
| 1925            | Не се провежда              |
| 1926            | Спорт Прогресо              |
| 1927            | Алианса Лима                |
| 1928            | Алианса Лима                |
| 1929            | Федерасион Университария    |
| 1930            | Атлетико Чалако             |
| 1931            | Алианса Лима                |
| 1932            | Алианса Лима                |
| 1933            | Алианса Лима                |
| 1934            | Университарио де Депортес   |
| 1935            | Спорт Бойс                  |
| 1936            | Не се провежда              |
| 1937            | Спорт Бойс                  |

| Година             | Шампион                   |
| ------------------ | ------------------------- |
| 1938               | Депортиво Мунисипал       |
| 1939               | Университарио де Депортес |
| 1940               | Депортиво Мунисипал       |
| 1941               | Университарио де Депортес |
| 1942               | Спорт Бойс                |
| 1943               | Депортиво Мунисипал       |
| 1944               | Сукре                     |
| 1945               | Университарио де Депортес |
| 1946               | Университарио де Депортес |
| 1947               | Атлетико Чалако           |
| 1948               | Алианса Лима              |
| 1949               | Университарио де Депортес |
| 1950               | Депортиво Мунисипал       |
| Професионална лига |                           |
| 1951               | Спорт Бойс                |
| 1952               | Алианса Лима              |
| 1953               | Марискал Сукре            |
| 1954               | Алианса Лима              |
| 1955               | Алианса Лима              |
| 1956               | Спортинг Кристал          |
| 1957               | Сентро Икеньо             |
| 1958               | Спорт Бойс                |
| 1959               | Университарио де Депортес |
| 1960               | Университарио де Депортес |
| 1961               | Спортинг Кристал          |
| 1962               | Алианса Лима              |
| 1963               | Алианса Лима              |

| Година | Шампион                   |
| ------ | ------------------------- |
| 1964   | Университарио де Депортес |
| 1965   | Алианса Лима              |
| 1966   | Университарио де Депортес |
| 1967   | Университарио де Депортес |
| 1968   | Спортинг Кристал          |
| 1969   | Университарио де Депортес |
| 1970   | Спортинг Кристал          |
| 1971   | Университарио де Депортес |
| 1972   | Спортинг Кристал          |
| 1973   | Дефенсор Лима             |
| 1974   | Университарио де Депортес |
| 1975   | Алианса Лима              |
| 1976   | Унион Уарал               |
| 1977   | Алианса Лима              |
| 1978   | Алианса Лима              |
| 1979   | Спортинг Кристал          |
| 1980   | Спортинг Кристал          |
| 1981   | Мелгар                    |
| 1982   | Университарио де Депортес |
| 1983   | Спортинг Кристал          |
| 1984   | Спорт Бойс                |
| 1985   | Университарио де Депортес |
| 1986   | Сан Агустин               |
| 1987   | Университарио де Депортес |
| 1988   | Спортинг Кристал          |
| 1989   | Унион Уарал               |
| 1990   | Университарио де Депортес |

| Година | Шампион                   |
| ------ | ------------------------- |
| 1991   | Спортинг Кристал          |
| 1992   | Университарио де Депортес |
| 1993   | Университарио де Депортес |
| 1994   | Спортинг Кристал          |
| 1995   | Спортинг Кристал          |
| 1996   | Спортинг Кристал          |
| 1997   | Алианса Лима              |
| 1998   | Университарио де Депортес |
| 1999   | Университарио де Депортес |
| 2000   | Университарио де Депортес |
| 2001   | Алианса Лима              |
| 2002   | Спортинг Кристал          |
| 2003   | Алианса Лима              |
| 2004   | Алианса Лима              |
| 2005   | Спортинг Кристал          |
| 2006   | Алианса Лима              |
| 2007   | Универсидад де Сан Мартин |
| 2008   | Универсидад де Сан Мартин |
| 2009   | Университарио де Депортес |
| 2010   | Универсидад де Сан Мартин |
| 2011   | Хуан Аурич                |
| 2012   | Спортинг Кристал          |
| 2013   | Университарио де Депортес |
| 2014   | Спортинг Кристал          |
| 2015   |                           |
| 2016   |                           |
| 2017   |                           |

### По брой титли
| Титли | Отбор |
| ----- | --- |
| 26    | Университарио де Депортес                                                                                        |
| 22    | Алианса Лима |
| 17    | Спортинг Кристал                                                                                                 |
| 6     | Спорт Бойс |
| 4     | Депортиво Мунисипал                                                                                              |
| 3     | Универсидад де Сан Мартин                                                                                        |
| 2     | Лима Крикет и Футбол Клуб, Спорт Хосе Галвес, Спорт Прогресо, Атлетико Чалако, Марискал Сукре, Унион Уарал       |
| 1     | Хорхе Чавес №1, Спорт Хуан Биеловучич, Спорт Инка, Сентро Икеньо, Дефенсор Лима, Мелгар, Сан Агустин, Хуан Аурич |

## Голмайстори[17]
Преди 1928 г. няма водена статистика за голмайсторите.
| Година | Голмайстор         | Отбор                     | Голове         |
| ------ | ------------------ | ------------------------- | -------------- |
| 1928   | Алехандро Виянуева | Алианса Лима              | 3              |
| 1929   | Карлос Сийонис     | Университарио де Депортес | 8              |
| 1930   | Мануел Пуенте      | Атлетико Чалако           | 3              |
| 1931   | Алехандро Виянуева | Алианса Лима              | 16             |
| 1932   | Теодоро Фернандес  | Университарио де Депортес | 11             |
| 1933   | Теодоро Фернандес  | Университарио де Депортес | 9              |
| 1934   | Теодоро Фернандес  | Университарио де Депортес | 10             |
| 1934   | Хорхе Алкалде      | Спорт Бойс                | 10             |
| 1935   | Хорхе Алкалде      | Спорт Бойс                | 5              |
| 1936   | Не се провежда     | Не се провежда            | Не се провежда |
| 1937   | Хуан Флорес        | Сукре                     | 10             |
| 1938   | Хорхе Алкалде      | Спорт Бойс                | 8              |
| 1939   | Теодоро Фернандес  | Университарио де Депортес | 15             |
| 1940   | Теодоро Фернандес  | Университарио де Депортес | 15             |
| 1941   | Хорхе Кабрехос     | Депортиво Насионал        | 13             |
| 1942   | Теодоро Фернандес  | Университарио де Депортес | 11             |
| 1943   | Херман Серо        | Университарио де Депортес | 9              |
| 1944   | Виктор Еспиноса    | Университарио де Депортес | 16             |
| 1945   | Теодоро Фернандес  | Университарио де Депортес | 16             |
| 1946   | Валериано Лопес    | Спорт Бойс                | 22             |
| 1947   | Валериано Лопес    | Спорт Бойс                | 20             |
| 1948   | Валериано Лопес    | Спорт Бойс                | 20             |
| 1949   | Емилио Салинас     | Алианса Лима              | 18             |
| 1950   | Алберто Тери       | Университарио де Депортес | 16             |
| 1951   | Валериано Лопес    | Спорт Бойс                | 31             |
| 1952   | Емилио Салинас     | Алианса Лима              | 22             |
| 1953   | Гуалберто Бианко   | Атлетико Чалако           | 17             |
| 1954   | Висенте Виянуева   | Спортинг Табако           | 14             |
| 1955   | Максимо Москера    | Алианса Лима              | 11             |
| 1956   | Даниел Руис        | Университарио де Депортес | 16             |
| 1957   | Даниел Руис        | Университарио де Депортес | 20             |
| 1958   | Хуан Хоя           | Алианса Лима              | 17             |
| 1959   | Даниел Руис        | Университарио де Депортес | 28             |
| 1960   | Фернандо Олаечеа   | Сентро Икеньо             | 18             |
| 1961   | Алберто Гаярдо     | Спортинг Кристал          | 18             |
| 1962   | Алберто Гаярдо     | Спортинг Кристал          | 22             |
| 1963   | Педро Пабло Леон   | Алианса Лима              | 13             |
| 1964   | Анхел Урибе        | Университарио де Депортес | 15             |
| 1965   | Карлос Урунага     | Дефенсор Лима             | 16             |
| 1966   | Теофило Кубияс     | Алианса Лима              | 19             |
| 1967   | Педро Пабло Леон   | Алианса Лима              | 14             |
| 1968   | Освалдо Рамирес    | Спорт Бойс                | 26             |
| 1969   | Хайме Москера      | Депортиво Мунисипал       | 15             |
| 1970   | Теофило Кубияс     | Алианса Лима              | 22             |
| 1971   | Мануел Меян        | Депортиво Мунисипал       | 25             |
| 1972   | Франсиско Гонсалес | Дефенсор Лима             | 20             |
| 1973   | Франсиско Гонсалес | Дефенсор Лима             | 25             |
| 1974   | Пабло Мучотриго    | Сиенсано                  | 32             |

| Година | Шампион            | Отбор                     | Голове |
| ------ | ------------------ | ------------------------- | ------ |
| 1975   | Хосе Лейва         | Алфонсо Угарте            | 25     |
| 1976   | Алехандро Лусес    | Унион Уарал               | 17     |
| 1977   | Фреди Равейо       | Алианса Лима              | 21     |
| 1978   | Хуан Хосе Оре      | Университарио де Депортес | 19     |
| 1979   | Хосе Лейва         | Алфонсо Угарте            | 28     |
| 1980   | Освалдо Рамирес    | Спортинг Кристал          | 18     |
| 1981   | Хосе Каранса       | Алианса Лима              | 15     |
| 1982   | Перси Рохас        | Университарио де Депортес | 19     |
| 1983   | Хуан Кабайеро      | Спортинг Кристал          | 29     |
| 1984   | Хайме Драго        | Университарио де Депортес | 13     |
| 1984   | Франсиско Монтеро  | Атлетико Торино           | 13     |
| 1985   | Генаро Нейра       | Мелгар                    | 22     |
| 1986   | Хуневал Брисеньо   | Мелгар                    | 16     |
| 1987   | Фидел Суарес       | Университарио де Депортес | 20     |
| 1988   | Алберто Мора       | Октавио Еспиноса          | 15     |
| 1989   | Карлос Делгадо     | Карлос А. Менучи          | 14     |
| 1990   | Клаудио Адао       | Спорт Бойс                | 31     |
| 1991   | Орасио Балдесари   | Спортинг Кристал          | 25     |
| 1992   | Маркиньо           | Спорт Бойс                | 24     |
| 1993   | Валдир Саенс       | Алианса Лима              | 31     |
| 1994   | Флавио Маестри     | Спортинг Кристал          | 25     |
| 1995   | Жулиньо            | Спортинг Кристал          | 23     |
| 1996   | Адриан Чорномас    | Университарио де Депортес | 20     |
| 1996   | Валдир Саенс       | Алианса Лима              | 20     |
| 1997   | Рикардо Сегара     | Алианса Атлетико          | 17     |
| 1998   | Нилсон Есидио      | Спортинг Кристал          | 25     |
| 1999   | Исраел Сунига      | Мелгар                    | 32     |
| 2000   | Нилсон Есидио      | Университарио де Депортес | 37     |
| 2001   | Хорхе Рамирес      | Депортиво Ванка           | 21     |
| 2002   | Луис Фабио Артиме  | Мелгар                    | 24     |
| 2003   | Луис Алберто Бонет | Спортинг Кристал          | 20     |
| 2004   | Габриел Гарсия     | Мелгар                    | 35     |
| 2005   | Мигел Мосто        | Сиенсано                  | 18     |
| 2006   | Мигел Мосто        | Сиенсано                  | 22     |
| 2007   | Йоан Фано          | Университарио де Депортес | 19     |
| 2008   | Мигел Хименес      | Спортинг Кристал          | 32     |
| 2009   | Ричар Естегарибия  | Тотал Чалако              | 23     |
| 2010   | Ебер Ариола        | Универсидад де Сан Мартин | 24     |
| 2011   | Луис Техада        | Хуан Аурич                | 17     |
| 2012   | Анди Пандо         | Реал Гарсиласо            | 27     |
| 2013   | Раул Руидиас       | Университарио де Депортес | 21     |
| 2013   | Виктор Росел       | Унион Комерсио            | 21     |
| 2014   | Сантяго Силва      | Универсидад де Сан Мартин | 23     |
| 2015   |                    |                           |        |
| 2016   |                    |                           |        |
| 2017   |                    |                           |        |
| 2018   |                    |                           |        |
| 2019   |                    |                           |        |